# Chris Weitz
Christopher John Weitz, detto Chris (New York City, 30 novembre 1969), è un regista, sceneggiatore, produttore cinematografico, attore e scrittore statunitense.

## Biografia
Figlio dello stilista di origini ebree John Weitz e dell'attrice Susan Kohner, si è laureato in letteratura inglese al Trinity Hall dell'Università di Cambridge. Ha iniziato la sua carriera collaborando con il fratello Paul alla stesura di film come Z la formica e La famiglia del professore matto e hanno recitato assieme nei film indipendenti Chuck & Buck e Il club dei cuori infranti.
Aiuta il fratello nella direzione della commedia American Pie, mentre il suo esordio vero e proprio dietro alla macchina da presa risale al 2001 con Ritorno dal paradiso, in seguito dirige About a Boy - Un ragazzo tratto dal romanzo di Nick Hornby. Nel 2007 adatta per il grande schermo La bussola d'oro di Philip Pullman, facente parte della trilogia Queste oscure materie.
Nel 2009 firma come regista per la realizzazione del seguito di Twilight, New Moon, uscito nelle sale il 18 novembre del 2009. Nel 2014 comincia a scrivere il suo primo libro, The Young World (edito in Italia da Sperling & Kupfer nel 2015), primo di un'omonima trilogia che si concluderà il 19 luglio 2016.

## Filmografia

### Regista
- American Pie (1999) – aiuto regia
- Ritorno dal paradiso (Down to Earth) (2001)
- About a Boy - Un ragazzo (About a Boy) (2002)
- La bussola d'oro (The Golden Compass) (2007)
- The Twilight Saga: New Moon (2009)
- Per una vita migliore (A Better Life) (2011)
- Operation Finale (2018)

### Sceneggiatore
- Z la formica (Antz) (1998)
- La famiglia del professore matto (Nutty Professor II: The Klumps) (2000)
- About a Boy - Un ragazzo (About a Boy) (2002)
- La bussola d'oro (The Golden Compass) (2007)
- Cenerentola (Cinderella), regia di Kenneth Branagh (2015)
- Rogue One: A Star Wars Story regia di Gareth Edwards (2016)
- Il domani tra di noi (The Mountain Between Us), regia di Hany Abu-Assad (2017)
- Pinocchio, regia di Robert Zemeckis (2022)
- The Creator, regia di Gareth Edwards (2023)

### Produttore
- American Pie (1999)
- American Pie 2 (2001)
- American Pie - Il matrimonio (American Wedding) (2003)
- See This Movie (2004)
- In Good Company (In Good Company) (2004)
- American Dreamz (American Dreamz) (2006)
- Quel genio di Bickford (Bickford Shmeckler's Cool Ideas) (2006)
- Nick & Norah - Tutto accadde in una notte (Nick and Norah's Infinite Playlist) (2008)
- A Single Man (2009)
- Per una vita migliore (A Better Life) (2011)
- The Farewell - Una bugia buona (The Farewell), regia di Lulu Wang (2019)
- Pinocchio, regia di Robert Zemeckis (2022)

### Attore
- Chuck & Buck, regia di Miguel Arteta (2000)
- Mr. & Mrs. Smith, regia di Doug Liman (2005)

## Opere

### The Young World Trilogy
1. The Young World, Sperling & Kupfer 2015 (The Young World, 2014)
2. The New Order, Sperling & Kupfer 8 novembre 2016 (The New Order, 2015)
3. The Revival, Sperling & Kupfer 15 novembre 2016 (The Revival, 16 luglio 2016)

## Premi e riconoscimenti
- (2003) Nomination all'Oscar per la migliore sceneggiatura non originale e al Golden Globe per il miglior film, per About a Boy - Un ragazzo